# Самойлов Євген Валеріанович
Самойлов Євген Валеріанович (рос. Самойлов Евгений Валерианович; 16 квітня 1912, Петербург, Російська імперія — 17 лютого 2006, Москва, Росія) — радянський і російський актор. Народний артист СРСР (1974). Лауреат Сталінської премії (1941, 1946, 1947) за фільми «Щорс», «В шість годин вечора після війни», театральні роботи.

## Біографія
Закінчив Ленінградський художній політехнікум (1930). З 1940 р. працює в Московському театрі ім. В. Маяковського.
Знявся в українських фільмах: «Том Сойєр» (1936, суддя Тетчер), «Щорс» (1939, Щорс, Державна премія СРСР, 1941), «300 років тому…» (1956, Богун), «Повість полум'яних літ» (1961, письменник), «Зачарована Десна», «Довга дорога в короткий день» (1972, Михайло Петрович), «Спочатку було слово» (1992).
Засновник російської акторської династії Самойлових. Батько російських радянських акторів Самойлової Тетяни Євгенівни та Самойлова Олексія Євгеновича.

## Вшанування пам'яті
2002 р., до 90-ї річниці народження актора іменем Євгена Самойлова названий астероїд головного поясу «10262 Самойлов».

## Фільмографія
1. 1936: «Випадкова зустріч» (Гриша)
2. 1939: «Щорс» (Микола Щорс)
3. 1940: «Світлий шлях» (Олексій Миколайович Лебедєв, інженер)
4. 1941: «Серця чотирьох» (Петро Микитович Колчин)
5. 1941: «Кольорові кіноновели» (дон Пабло)
6. 1942: «Машенька» (епізод)
7. 1942: «Олександр Пархоменко» (партійний начальник у Москві)
8. 1943: «Невловимий Ян» (Ян Смудек)
9. 1944: «Давид Бек» (Касьянов)
10. 1944: «О 6 годині вечора після війни» (старший лейтенант Василь Кудряшов)
11. 1946: «Синегорія» (Амальгама, майстер)
12. 1946: «Адмірал Нахімов» (лейтенант Буронов)
13. 1947: «Хлопчик з околиці» (Андрій Скворцов)
14. 1947: «Новий дім» (капітан Іван Вешняк)
15. 1948: «Суд честі» (Микола, вчений, наречений Ольги Верейської)
16. 1951: «Тарас Шевченко» (Микола Олександрович Спешнєв)
17. 1951: «Незабутній 1919 рік» (Олександр Неклюдов)
18. 1952: «Нерозлучні друзі» (Микола Єфанов, батько Гліба)
19. 1954: «Герої Шипки» (генерал Скобелєв)
20. 1955: «Крах емірату» (Михайло Фрунзе)
21. 1955: «Незакінчена повість» (Олександр Аганін, лікар-невропатолог)
22. 1956: «300 років тому…» (полковник Іван Богун)
23. 1957: «До Чорного моря» (Костянтин Олександрович Хохлов)
24. 1958: «Олеко Дундич» (полковник Бобров)
25. 1959: «Зорі назустріч» (Георгій Семенович Савич)
26. 1960: «Безсонна ніч» (батько Павла Каурова)
27. 1964: «Живі і мертві» (командир комуністичного батальйону)
28. 1964: «Зачарована Десна» (письменник (Олександр Петрович, полковник))
29. 1969: «Старий дім» (епізод)
30. 1970: «Ватерлоо» (генерал П'єр Камбронн)
31. 1970: «Крах імперії» (Сава Абрамович)
32. 1971: «Зірки не гаснуть» (Чичерін)
33. 1972: «Довга дорога в короткий день» (Михайло Петрович)
34. 1975: «Вони воювали за Батьківщину» (Марченко)
35. 1984: «Берег його життя» (Петро Петрович Семенов-Тянь-Шанський)
36. 1987: «Борис Годунов» (Пимен, чернець Чудова монастиря)
37. 1990: «Війна на західному напрямку» (Романов Ніл Ігнатович)
38. 1991: «Облога Венеції» (епізод)